# 茱莉亞 (凱撒之次姊)

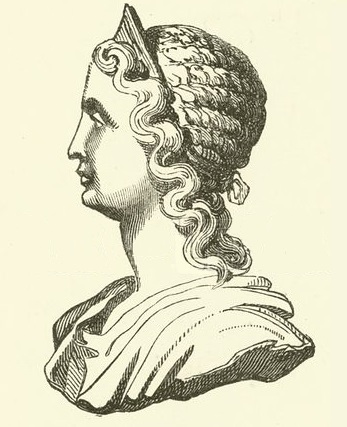
茱莉亞

茱莉亞（西元前51年逝）是蓋烏斯·尤利烏斯·凱撒的次女，尤利烏斯·凱撒的姊姊。她與民選官馬爾庫斯·阿提烏斯·巴爾布斯結婚，兩人的女兒阿提婭是皇帝奧古斯都的母親。